# Polymesoda obscura
Polymesoda obscura is een tweekleppigensoort uit de familie van de Cyrenidae. De wetenschappelijke naam van de soort is voor het eerst geldig gepubliceerd in 1860 door Prime.